# Horornis
Horornis es un género de aves paseriformes de la familia Cettiidae. Este género fue escindido del género Cettia. El área de distribución de los miembros del género se extiende desde el sur y este de Asia a la Melanesia y Micronesia.

## Especies
El género contiene trece especies:
- Horornis seebohmi - cetia filipino;
- Horornis diphone - cetia japonés;
- Horornis borealis - cetia manchú;
- Horornis annae - cetia de Palaos;
- Horornis carolinae - cetia de Tanimbar;
- Horornis parens - cetia de San Cristóbal;
- Horornis haddeni - cetia odedi;
- Horornis ruficapilla - cetia de Fiyi;
- Horornis fortipes - cetia montano;
- Horornis brunnescens - cetia capirotado;
- Horornis acanthizoides - cetia ventrigualdo;
- Horornis vulcanius - cetia de la Sonda;
- Horornis flavolivaceus - cetia verdiamarillo.